# Meng Lili
Meng Lili (chinesisch 孟麗麗 / 孟丽丽, Pinyin Mèng Lìlì; * 28. Dezember 1979 in Xintai, Tai’an, Shandong) ist eine ehemalige chinesische Ringerin. Sie wurde 2001 und 2005 Weltmeisterin in der Gewichtsklasse bis 62 bzw. 67 kg Körpergewicht. Seit dem Ende ihrer Laufbahn arbeitet sie als Trainerin.

## Werdegang
Meng Lili begann erst im Alter von 16 Jahren im Jahre 1995 mit dem Ringen. Sie war Mitglied des Ringerclubs Shandong und wurde von Sun Shuling trainiert.
Bedingt durch die Tatsache, dass sie erst mit 16 Jahren mit dem Ringen begann, hat sie im Juniorenalter noch keine internationalen Einsätze zu verzeichnen. Ihren ersten Start bei einer internationalen Meisterschaft absolvierte sie im Jahre 1999 bei der Asienmeisterschaft der Frauen in Taschkent. Sie kam dort in der Gewichtsklasse bis 62 kg auf den 3. Platz. Im gleichen Jahr startete sie auch schon bei der Weltmeisterschaft im schwedischen Boden/Hildersborg. Dabei besiegte sie in der gleichen Gewichtsklasse Natalja Iwanowa, Russland, Lene Aanes, Norwegen, Marisa Azzolini, Brasilien, Unise Hurtado, Venezuela und Lotta Andersson aus Schweden und stand damit im Endkampf gegen Ayako Shōda aus Japan, gegen die sie knapp nach Punkten verlor. Sie wurde damit Vize-Weltmeisterin.
Im Jahre 2000 belegte Mang Lili bei der Asienmeisterschaft in Seoul den 2. Platz, wobei sie im Finale wiederum gegen Ayako Shoda unterlag. 2001 erreichte sie auch bei den Ostasienspielen in Osaka in der Gewichtsklasse bis 62 kg den 2. Platz. In Osaka verlor sie das Finale gegen Rena Iwama aus Japan. Bei der Weltmeisterschaft dieses Jahres in Sofia gelang ihr dann der erste ganz große Erfolg, denn sie wurde dort mit Siegen über Sara McMann, Vereinigte Staaten, Rena Iwama, Olga Chilko, Weißrussland, Stéphanie Groß, Deutschland und Diletta Giampiccolo, Italien Weltmeisterin.
Ab 2002 erwuchs Meng Lili in ihrem eigenen Land in Xu Haiyan eine gleichwertige Konkurrentin, die in den folgenden Jahren häufig bei den internationalen Meisterschaften anstelle von ihr eingesetzt wurde. So war es schon bei den Weltmeisterschaften 2002 und 2003. Im Jahre 2004 setzte sich in China aber in der Gewichtsklasse bis 63 kg wieder Meng Lili durch. Sie qualifizierte sich bei einem Turnier in Tunis mit einem 1. Platz vor Sara Eriksson, Schweden, Natalja Iwanowa, Tadschikistan und Stephanie Groß für die Olympischen Spiele in Athen. In Athen verlor sie gleich ihren ersten Kampf gegen Sara McMann. Dem damaligen Reglement entsprechend konnte sie sich danach mit einem Sieg über Viola Yanik aus Kanada nur mehr den 9. Platz erkämpfen.
Bei der Asienmeisterschaft 2005 in Wuhan verlor sie in der Gewichtsklasse bis 63 kg gegen Kaori Icho aus Japan und belegte hinter dieser und Geetika Jachar aus Indien den 3. Platz. Bei der Weltmeisterschaft 2005 stieg sie in die Gewichtsklasse bis 67 kg auf und gewann dort mit Siegen über Jelena Perepelkina, Russland, Masira Admiraal, Niederlande, Gelegdschamtsyn Narantschimeg, Mongolei und Martine Dugrenier, Kanada ihren zweiten Weltmeistertitel.
In den Jahren 2006 und 2007 und bei den Olympischen Spielen 2008 in Peking wurde in ihrer Gewichtsklasse Xu Haiyan eingesetzt. Meng Lili war aber bei der Weltmeisterschaft 2008 in Tokio dabei und gewann dort mit Siegen über Gloria Zavela Lugo, Venezuela, einer Niederlage gegen Mio Nishimaki, Japan, und Siegen über Paulina Grabowska, Polen, und Olesja Samula, Aserbaidschan, eine Bronzemedaille.
2009 beendete Meng Lili ihre internationale Ringerlaufbahn.

## Internationale Erfolge
| Jahr | Platz | Wettbewerb                       | Gewichtsklasse | Ergebnisse |
| 1999 | 3.    | Asienmeisterschaft in Taschkent  | bis 62 kg      | hinter Ari Suzuki, Japan und Olesja Nasarenko, Turkmenistan |
| 1999 | 2.    | WM in Boden/Hildersborg          | bis 62 kg      | nach Siegen über Natalja Iwanowa, Russland, Lene Aanes, Norwegen, Marisa Azzolini, Brasilien, Unise Hurtado, Venezuela und Lotta Andersson, Schweden und einer Niederlage gegen Ayako Shoda, Japan |
| 2000 | 2.    | Asienmeisterschaft in Seoul      | bis 62 kg      | hinter Ayako Shoda, vor Seo Mi-suk, Südkorea |
| 2001 | 2.    | Ost-Asien-Spiele in Osaka        | bis 62 kg      | hinter Rena Iwama, Japan, vor Huang Yu-Ning, Taiwan |
| 2001 | 1.    | WM in Sofia                      | bis 62 kg      | nach Siegen über Sara McMann, USA, Rena Iwama, Olga Chilko, Weißrussland, Stephanie Groß, Deutschland und Diletta Giampiccolo, Italien                                                             |
| 2002 | 2.    | Welt-Cup in Kairo                | bis 63 kg      | hinter Kaori Icho, Japan, vor Viola Yanik, Kanada und Ljubow Michailowna Wolossowa, Russland |
| 2004 | 1.    | Olympia-Qualif.-Turnier in Tunis | bis 63 kg      | vor Sara Eriksson, Schweden, Natalja Iwanowa, Tadschikistan und Stephanie Groß |
| 2004 | 9.    | OS in Athen                      | bis 63 kg      | nach einer Niederlage gegen Sara McMann und einem Sieg über Viola Yanik |
| 2005 | 3.    | Asienmeisterschaft in Wuhan      | bis 63 kg      | hinter Kaori Icho und Geetika Jachar, Indien |
| 2005 | 1.    | WM in Budapest                   | bis 67 kg      | nach Siegen über Jelena Perepelkina, Russland, Masira Admiraal, Niederlande, Gelegdschamtsyn Narantschimeg, Mongolei und Martine Dugrenier, Kanada                                                 |
| 2008 | 3.    | WM in Tokio                      | bis 63 kg      | nach einem Sieg über Gloria Zavela Lugo, Venezuela, einer Niederlage gegen Mio Nishimaki, Japan und Siegen über Paulina grabowska, Polen und Olesja Samula, Aserbaidschan                          |
| 2009 | 3.    | Welt-Cup in Taiyuan/China        | bis 63 kg      | hinter Justine Bouchard, Kanada und Alla Tscherkassowa, Ukraine |

## Erläuterungen
- alle Wettkämpfe im freien Stil
- OS = Olympische Spiele, WM = Weltmeisterschaft